# شکرآباد (اردل)
شکرآباد (اردل) روستایی از توابع بخش مرکزی شهرستان اردل در استان چهارمحال و بختیاری ایران است.

## جمعیت
این روستا در دهستان پشتکوه قرار دارد و براساس سرشماری مرکز آمار ایران در سال ۱۳۸۵، جمعیت آن ۲۴۱ نفر (۴۸خانوار) بوده‌است.
مردم این روستا بسیار خونگرم و مهمان نواز هستند.فامیلی های مرادپور،حاتمی،بهمنی،رحیمپور و ... از جمله خانواده هایی هستند که در این روستای با صفا زندگی می کنند .